# Daniel Wallace (nuotatore)
Daniel Wallace (Edimburgo, 14 aprile 1993) è un ex nuotatore britannico.

## Carriera
Specializzato nello stile libero, ha vinto la medaglia d'argento alle Olimpiadi di Rio de Janeiro 2016 nella staffetta 4 × 200 m stile libero ed il titolo mondiale nella stessa gara ai campionati di Kazan 2015.

## Palmarès
- Giochi olimpici

Rio de Janeiro 2016: argento nella 4 × 200 m sl.
- Mondiali

Kazan 2015: oro nella 4 × 200 m sl.
- Giochi del Commonwealth

Glasgow 2014: oro nei 400 m misti, argento nei 200 m misti e nella 4 × 200 m sl.
Gold Coast 2018: bronzo nella 4 × 100 m sl e nella 4 × 200 m sl.